# Pacatianus

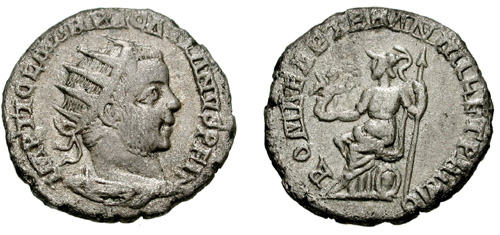
Die Vorderseite dieses Antoninian feiert Pacatianus als unbesiegt, während die Rückseite den 1001. Geburtstag Roms zum Inhalt hat.

Tiberius Claudius Marinus Pacatianus († 249 in der römischen Provinz Moesia [Mösien]) war von 248 bis 249 römischer Gegenkaiser.

## Leben
Pacatianus war einer von mehreren römischen Soldaten, die gegen Ende der Regierungszeit des Kaisers Philippus Arabs das Amt des römischen Kaisers für sich beanspruchten. Seine Erhebung fällt in den Zeitraum zwischen dem 21. April 248 und dem 20. April 249; wahrscheinlich dauerte seine Regierung in dem von ihm kontrollierten Gebiet von Sommer 248 bis Sommer 249.
Philippus sandte den späteren Kaiser Decius aus, um mit Pacatianus zu verhandeln, aber bevor der gesandte Offizier bei Pacatianus eintraf, war dieser bereits in Mösien von seinen eigenen Truppen ermordet worden.
Aus der Regierungszeit des Pacatianus sind nur wenige Münzen erhalten.